# Kanchamalli, Heggadadevankote
Kanchamalli là một làng thuộc tehsil Heggadadevankote, huyện Mysore, bang Karnataka, Ấn Độ.